# Priscah Jeptoo
Priscah Jeptoo, född 26 juni 1984, är en kenyansk friidrottare som tävlar i maratonlöpning.